# Taggstjärtseglare
Taggstjärtseglare (Hirundapus caudacutus) är en seglare som tros flyga snabbast av alla fåglar i planflykt. Den förekommer dels i Centralasien, dels i södra Sibirien. Fågeln är en mycket sällsynt gäst i Europa, i Sverige observerad vid två tillfällen.

## Utseende

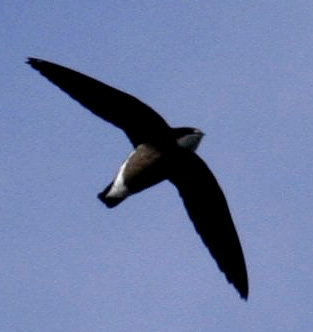
I vinterkvarter i närheten av Kobble Creek, Queensland.

Taggstjärtseglaren är en stor och långvingad seglare som mäter 19–20 cm och har ett vingspann på 50–51 cm samt vikten på 101–140 gram. Den har långa lie-formade vingar, massiv, ganska lång kropp med kort, tvärt avskuren stjärt. På mycket nära hål syns nåltunna utskott från stjärten.
Den adulta fågel är till största delen svartbrun, med tydlig vit strupe och en stor U-formade vit fläck på bakre delen av undersidan, från undergumpen och upp på kroppssidan, fram till vingens bakkant. Den har även ett tunt vitt streck i pannan som sträcker sig utmed ögonbrynsstrecken. Ovansida är mörkbrun, med en tydlig silvergrå fläck på manteln, med diffusa kanter.
Vingarna och stjärten är metalliskt grönglänsande. Den har små vita fläck på tertialspetsarna. Den har även en blåmetallisk fläck som sträcker sig över delar av de inre armtäckarna och delar av tertialerna. Den juvenila fågeln är dovare med mindre tydlig ljus fläck på ovansidan.
Den är framförallt lik silverryggig taggstjärtseglare och främsta skillnaden är att den saknar den tydliga vita strupen, utan har istället en gråaktig strupe och den saknar helt vit panna.

## Läte
Från taggstjärtseglaren hörs ett snabbt insektslikt tjatter eller kvitter, mjukare än Apus-seglarnas skrin. Den har också rapporterats avge ett vassare skri och ett pipigt ljud liknat med en snäppa.

## Utbredning och systematik
Taggstjärtseglaren häckar i två ganska väl avskilda områden i Centralasien och södra Sibirien, där den nordliga flyttar söderut om vintern till Australien, och den södra i stor utsträckning är en stannfågel. De två populationerna representerar två underarter med följande utbredning:
- sibirisk taggstjärtseglare[6] Hirundapus caudacutus caudacutus – häckar från Sibirien till Japan och Kurilerna; övervintrar i Australien
- Hirundapus caudacutus nudipes – häckar från Himalaya till sydvästra Kina; uppträder vintertid även i Indien och Myanmar

Taxonet formosanus fördes tidigare till taggstjärtseglare men anses nu istället tillhöra den nära släktingen silverryggig taggstjärtseglare (Hirundapus cochinchinensis).
Taggstjärtseglaren är en sällsynt gäst i Europa. I Sverige har den påträffats vid två verifierade tillfällen: 22–27 maj 1994 i Umeälvens delta i Västerbotten och 5 juni 1998 vid Hornborgasjön i Västergötland.

## Ekologi

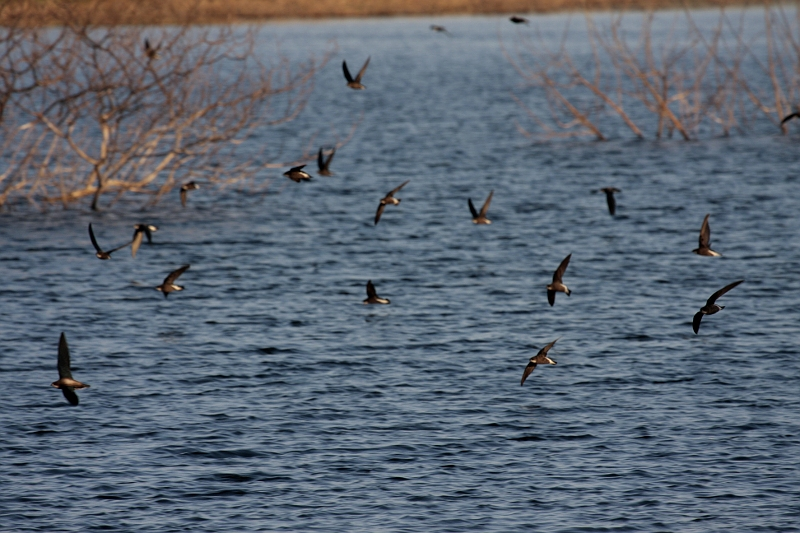
I vinterkvarter, drickande, vid Lake Samsonvale, sydöstra Queensland.

Taggstjärtseglaren tillbringar större delen av sin tid högt upp i luften och lever av insekter. På häckningsplats uppträder de ofta över bergiga områden med gammal skog. Ibland observeras den på lägre höjd, då oftast över sjöar för att dricka eller över översvämmad odlingsmark där den födosöker. Det är den fågelart som tros uppnå den högsta hastigheten vid planflykt, 169 km/h.

## Status och hot
Arten har ett stort utbredningsområde och en stor population med stabil utveckling och tros inte vara utsatt för något substantiellt hot. Utifrån dessa kriterier kategoriserar internationella naturvårdsunionen IUCN arten som livskraftig (LC). Världspopulationen har inte uppskattats men den beskrivs som ovanlig och lokalt förekommande i stora delar av utbredningsområdet.